# Colorvox
A Colorvox  olyan különleges színes képeslapok márkaneve volt, amelyek egyúttal hanglemezek is voltak. Ezeket percenként 45-ös fordulatszámú mikrobarázdás lemezjátszóval lehetett lejátszani. 

## A név eredete
A név a color (szín) és a vox (hang) összevonásából adódó fantáziaszó.

## Története
A képeslapokat a Képzőművészeti Alap Kiadóvállalata jelentette meg. A Budapest Hanglemezgyár gyártotta a Qualiton stúdióban készült hangfelvétellel. A nyomdai munkák az Offset Nyomdában készültek.  A gyártás 1959. december 8-án kezdődött, és több mint tíz éven át folyt. A képeslapok csak mono hangrendszerben készültek, gyenge hangminőségben, és kevéssé voltak tartósak. Egy darab ára 12 forint volt. A képeslap hátoldalára a szokásos módon lehetett írni, de csak ceruzával vagy vékonyan író töltőtollal.
Az alkalmazott grafikai művek felhasználási szerződéseinek feltételeiről és a szerzői díjakról szóló 6/1970. (VI. 24.) MM rendelet 11. pontja az üdvözlőkártya és a levelezőlap mellett a "Colorvox"ot is említi.

## További információ
- Kép: BVK, I. Gyáregység, 1971 - Nagyalakú képeslap, amely hanglemez is egyben